# Alexandre Desplat
Alexandre Michel Gérard Desplat (født 23. august 1961) er en fransk filmmusikkomponist.

## Udvalgt filmografi
- Den diskrete helt (1996)
- Blodrøde læber (2001)
- Pige med perleørering (2003)
- Casanova (2005)
- Syriana (2005)
- La doublure (2006)
- The Queen (2006)
- Det Gyldne Kompas (2007)
- Benjamin Buttons forunderlige liv (2008)
- Chéri (2009)
- Den fantastiske Hr. Ræv (2009)
- The Twilight Saga: New Moon (2009)
- Skyggen (2010)
- Harry Potter og Dødsregalierne - del 1 (2010)
- Kongens store tale (2010)
- The Tree of Life (2011)
- A Better Life (2011)
- Harry Potter og Dødsregalierne - del 2 (2011)
- My Week with Marilyn (2011)
- Ekstremt højt og utrolig tæt på (2011)
- Cloclo (2012)
- Moonrise Kingdom (2012)
- Smagen af rust og ben (2012)
- Operation Argo (2012)
- De eventyrlige vogtere (2012)
- Zero Dark Thirty (2012)
- Venus i pels (2013)
- Philomena (2013)
- The Grand Budapest Hotel (2014)
- The Imitation Game (2014)
- Unbroken (2014)
- Den danske pige (2016)
- Rogue One: A Star Wars Story (2016)
- The Shape of Water (2017)

## Hædersbevisninger
Ved Oscaruddelingen 2015 modtog han en Oscar for bedste musik for musikken i The Grand Budapest Hotel.